# Johannes Fiebag

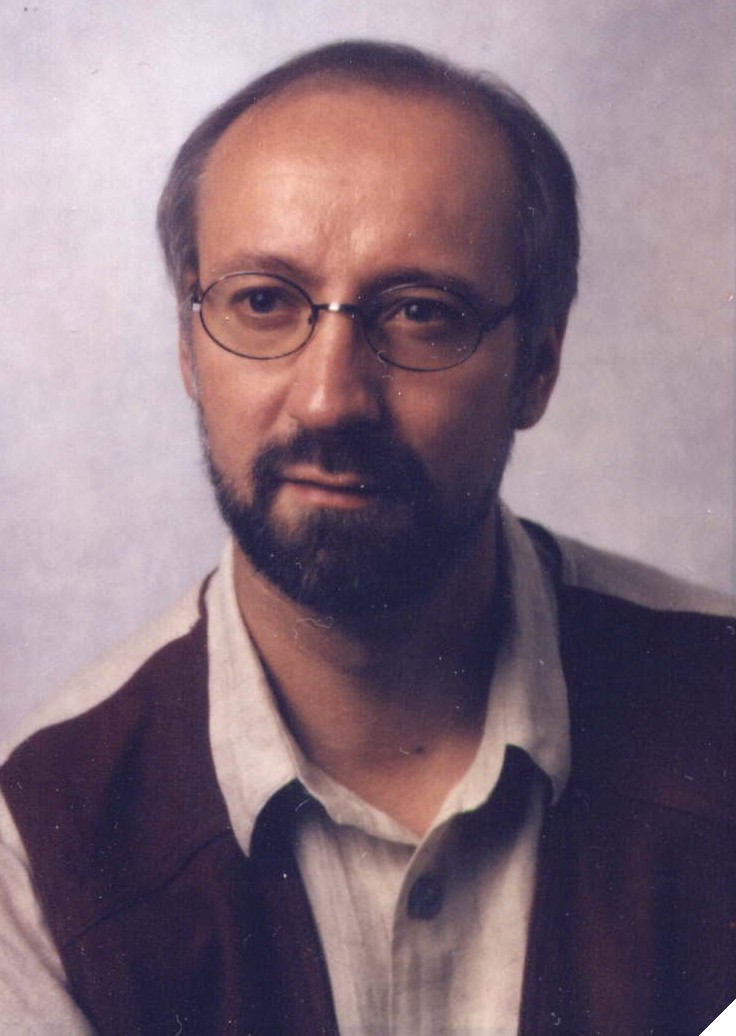
Johannes Fiebag im Jahre 1998

Johannes Fiebag (* 14. März 1956 in Northeim; † 11. Oktober 1999) war ein deutscher Schriftsteller, Geologe, Wissenschaftspublizist und Ufologe.

## Leben
Johannes Fiebag studierte Geologie, Paläontologie und Physik an der Universität Würzburg und promovierte 1988 in Geologie mit einer Dissertation über den Azuara-Krater, dessen Mitentdecker er ist. Er publizierte mehrere Abhandlungen über Meteoritenkrater und die Genese von Impaktstrukturen, die auch in verschiedenen geologischen und planetologischen Fachzeitschriften erschienen. Nach seinem Studium war er zunächst als Geologe im Umweltschutz tätig und seit 1991 freiberuflicher Schriftsteller und Publizist. Im Bereich der Prä-Astronautik/Paläo-SETI-Forschung war er unter anderem als Chefredakteur des Magazines Ancient Skies (später Sagenhafte Zeiten), als wissenschaftlicher Berater für Grenzwissenschaftsautoren wie Erich von Däniken und Rainer Holbe, als freier Mitarbeiter für die Zeitschriften P.M. Magazin und Hobby sowie als Berater für Rainer Holbes Phantastische Phänomene und Unglaubliche Geschichten tätig.
In seinen Büchern stellt er die These auf, bei den Marienerscheinungen von Fátima könne es sich um einen Kontakt mit außerirdischen UFO-Insassen gehandelt haben, zusätzlich hielt Fiebag den „Heiligen Gral“ für eine außerirdische „Manna-Maschine“. Diese sei einst Moses zur Versorgung der Israeliten übergeben und in der Bundeslade verwahrt worden und wurde angeblich um 1109 von den Templern bei Ausgrabungen unter dem Salomonischen Tempel in Jerusalem wiederentdeckt.
Andere Werke befassten sich mit sogenannten „Abductions“ (Entführungen durch Außerirdische) und sexuelle Kontakte mit UFO-Insassen. Fiebag gehörte zu den Vertretern der Prä-Astronautik (von ihm als „Paläo-SETI“ bezeichnet), einer Parawissenschaft, die Besuche Außerirdischer in der Vergangenheit postuliert. Um der Thematik Glaubwürdigkeit zu verschaffen, lud er Wissenschaftler wie den Physiker und Biochemiker Francis Crick, den Astrophysiker Fred Hoyle, den Philosophen Pascal Schievella oder den Physiker und Ufologen James Deardorff ein, Beiträge für seine Anthologie Aus den Tiefen des Alls zu verfassen. Diese war allerdings schon dadurch umstritten, dass sie im rechtsextremistischen Hohenrain-Verlag erschien; trotz heftiger Kritik scheute sich Fiebag nicht, auch zwei weitere Werke in diesem Verlag zu veröffentlichen. Seine Werke wurden in 18 Sprachen übersetzt.
„In Anerkennung seiner objektiv-kritischen Untersuchungen“ wurde Johannes Fiebag im Jahr 1996 zusammen mit seinem Bruder Peter Fiebag mit dem für Leistungen auf dem Gebiet der Parawissenschaften verliehenen Dr.-A.-Hedri-Preis der inzwischen aufgelösten Schweizer Hedri-Stiftung ausgezeichnet.
Fiebag erlag 1999 einem Krebsleiden.

## Veröffentlichungen (Auswahl)
- Rätsel der Menschheit. John Fisch Verlag, Luxembourg 1982.
- 13.10.1917. Es geschah in Fatima. Edition GIE, Grabert-Verlag, Tübingen 1985.
- Die geheime Botschaft von Fatima. Was geschah 1917 in Portugal wirklich?  Edition GIE, Tübingen 1986.
- Zur Geologie der Azuara-Struktur (NE-Spanien). Kartierung im Gebiet zwischen Herrera de los Navarros und Aladrén und süd-östlich von Almonacid de la Cuba sowie spezielle Untersuchungen der Breccien und Breccien-Gänge vor dem Hintergrund einer Impaktgenese der Azuara-Struktur. Dissertation Würzburg 1988.
- Die Anderen. Herbig-Verlag, München 1993. ISBN 978-3-7766-1771-9.
- Kontakt. Herbig-Verlag, München 1994. ISBN 978-3-7844-2502-3. ISBN 3-7844-2502-X
- Sternentore. Sie sind hier Langen Müller, München 1996. ISBN 978-3-7844-2569-6. ISBN 3-7844-2569-0
- Das UFO-Syndrom. Knaur-Verlag, München 1996. (als Herausgeber) ISBN 978-3-426-77239-3. ISBN 3-426-77239-6
- Mission Pathfinder. ECON Verlag GmbH, Düsseldorf 1997.
- Mars. Planet des Lebens. ECON Verlag GmbH, Düsseldorf 1996. ISBN 3-430-12790-4 (zusammen mit Torsten Sasse)
- Von Aliens entführt. Ullstein-Verlag, Berlin 1998. ISBN 978-3-612-26301-8. ISBN 3-612-26301-3
- Besucher aus dem Nichts. Ufo-Entführte berichten. Ullstein, Berlin 1998. ISBN 978-3-426-77389-5. ISBN 3-426-77389-9
- Das Gralsgeheimnis. Herbig-Verlag, München 2006.

Mitwirkung:
- Rätsel seit Jahrtausenden Autorenteam: Johannes Fiebag, Axel Ertelt, Peter Fiebag u. Hans-Werner Sachmann, Selbstverlag Halver, Dortmund u. Northeim, 1978
- Die kosmischen Eingeweihten Autorenteam: Johannes Fiebag, Axel Ertelt, Peter Fiebag u. Hans-Werner Sachmann, Selbstverlag Halver, Dortmund u. Northeim, 1980
- Die Entdeckung des Heiligen Grals, John Fisch Verlag, Luxemburg 1983; Goldmann-Verlag, München 1989.
- Aus den Tiefen des Alls. Wissenschaftler auf den Spuren extraterrestrischer Eingriffe, Hohenrain Verlag GmbH, Tübingen, Bern, Paris 1985; Ullstein-Verlag, Berlin 1995. ISBN 978-3-548-35494-1. ISBN 3-548-35494-7
- Himmelszeichen. Goldmann-Verlag, München 1992.
- Gesandte des Alls. Selbstverlag 1993. (gemeinsam mit Hans-Werner Sachmann)
- Zeichen am Himmel. UFOs und Marienerscheinungen Ullstein-Verlag, Berlin 1995. ISBN 978-3-548-35567-2. ISBN 3-548-35567-6
- Die Ewigkeitsmaschine. Herbig-Verlag, München 1998.
- Artus, Avalon und der Gral. Tosa-Verlag, Wien 2001.